# Notropis calabazas
Notropis calabazas és una espècie de peix cipriniforme de la família dels ciprínids.

## Morfologia
Els mascles poden assolir els 2,7 cm de longitud total.

## Distribució geogràfica
Es troba al riu Panuco (Mèxic central).